# Casa Castiglioni
Casa Castiglioni è uno storico edificio in stile liberty di Busto Arsizio in Lombardia.

## Storia
L'edificio venne eretto nel 1907 secondo il progetto dell'architetto Silvio Gambini.

## Descrizione
Il palazzo sorge su piazza Garibaldi nel centro cittadino di Busto Arsizio. Questo palazzo è uno dei tanti edifici Liberty della piazza, molti dei quali furono demoliti.
Si tratta di un edificio articolato su tre piani. La facciata presenta quattro lesene che definiscono tre blocchi verticalmente: uno centrale, più largo, dove si colloca l'ingresso e due laterali tra loro simmetrici. È presente poi un quarto blocco collocato sul lato destro della facciata che collega il cortile interno alla piazza antistante.
L'intera facciata, e in particolare le cornici delle finestre, i parapetti e i capitelli, sono riccamente decorate con figure vegetali: grappoli di frutta, foglie di castagno, rami di ippocastano, aquile nelle cimase delle finestre e nastri. Queste decorazioni Liberty sono ispirate a quelle di Palazzo Castiglioni a Milano, opera di Giuseppe Sommaruga, con il quale il Gambini strinse importanti frequentazioni.
A completare l'impianto decorativo della facciata si trovano dei pregiati ferri battuti realizzati da Alessandro Mazzucotelli nei parapetti del balcone centrale e della loggia del blocco laterale, oltre che nel cancello interno.
In facciata, il secondo piano è visivamente separato dal primo da una fascia marcapiano lineare aggettante, mentre tra le finestre del secondo piano corre una seconda fascia decorata con elementi in rilievo raffiguranti elementi naturali e nastri.
La copertura è nascosta da un parapetto intervallato da pilastrini che si collocano sopra le quattro lesene e decorato nella sua parte centrale, sempre con nastri ed elementi fitomorfi.